# Nesticus furtivus
Nesticus furtivus là một loài nhện trong họ Nesticidae.
Loài này thuộc chi Nesticus. Nesticus furtivus được Willis J. Gertsch miêu tả năm 1984.